# محمية مبارك الكبير
 محمية مبارك الكبير هي محمية طبيعية كويتية تقع شمال جزيرة بوبيان وتشمل أيضا كامل أراضي جزيرة وربة، أعلن عن المحمية في عام 2011 وسيتم تمويلها عن طريق مشروع إعادة تأهيل البيئة البحرية الذي تموله لجنة الأمم المتحدة للتعويضات.

## طبيعة المحمية
تتألف المحمية من مسطحات رملية وطينية منخفضة، وممرات وخلجان عديدة تكثر بها التيارات المائية مع حركتي المد والجزر وغنية بوفرة الغذاء مما يساهم في ثرائها بالكائنات البحرية كالأسماك والقشريات والرخويات خصوصاً أسماك الزبيدي والشعم والسبيطي والروبيان. كما تفد الدلافين في الصيف. وفي الشتاء تأتي إلى الجزيرة الطيور المهاجرة القادمة من شمال أوروبا مثل الفلامنجو وكروان الماء والدريجة الصغيرة التماساً للدفء والغذاء. 
كما يوجد في الجزيرة طيور مستوطنة مثل البلشون الرمادي وبلشون الصخر وأبو ملعقة، وتكثر طيور النورس.
أما النباتات فهي قليلة؛ لكنها توجد في المنطقة الرملية بالجزيرة منها الهرم والسويدة، وبعد سقوط الأمطار تنمو النباتات والأزهار الحولية